# Castelo Branco (Mogadouro)
Castelo Branco ist eine Gemeinde (Freguesia) im portugiesischen Kreis Mogadouro. In ihr leben 330 Einwohner (Stand 19. April 2021).